# Большое Зверево
Большое Зверево — хутор в Красносулинском районе Ростовской области.
Входит в состав Долотинского сельского поселения.

## География
Расположен на реке Малая Гнилуша

### Улицы
- ул. Заречная,
- ул. Колхозная,
- ул. Степная,
- ул. Школьная.

## Население
| 2010 |
| ---- |
| 12   |